# エミリー・カー
エミリー・カー（英語: Emily Carr, 1871年12月13日 - 1945年3月2日）はカナダの芸術家、作家。

## 人物
カナダ、ブリティッシュコロンビア州ビクトリア生まれ。1890年にサンフランシスコに越し、両親と死別した後、芸術を学び始めた。1899年、自らの研究をより深めるために英国を周遊し、ロンドンのウェストミンスター芸術学校 (Westminster School of Art) を始めとして、コーンウォール、ブシェイ (Bushey) 、ハートフォードシャー州などのスタジオ・スクールで、1910年の1年間は、翌年ブリティッシュコロンビアに戻る事を念頭に置いて、パリのアカデミー・コラロッシ（Académie Colarossi）で学び過ごした。
エミリー・カーはブリティッシュコロンビアとアラスカの風景、そして先住民の文化に最も大きい影響を受けた。彼女が1898年に通っていたミッションスクールはバンクーバー島のユークルレット (Ucluelet) に住み暮らしているヌートカ族のコミュニティのすぐ近くにあった。1908年、アラスカのスカグウェイを訪れ、インスピレーションを受けた。クワクワカワク族 (Kwakwaka'wakw) 、ハイダ族 (Haida) 、シムシアン族 (Tsimshian) 、トリンギット族などのトーテム・ポールの彩色や塗法などを学び始め、できるだけ多くの人から学び記録することを試みたが、1913年に、財政的な問題で、バンクーバーに戻る事を余儀なくされ、その数年後にはビクトリアに戻ることになってしまった。
当時はその町は両方とも、芸術的に保守的な街で、ポスト印象派やフォーヴィスムに影響を受けていた彼女の作品は、周囲の作品と比べると明らかに異質で、正当に評価される事がなかった。10年以上の間、彼女は陶芸家、ドック・ブリーダー、および下宿の管理人として働き、半ば芸術的なキャリアに見切りをつけていた。
1920年代、カナダ国立美術館での「カナダ西海岸先住民と現代人の美術展」からの依頼で招待出品した後、グループ・オブ・セブンのメンバーと交流を持つようになった。1927年、彼女はこの展覧会のためにオンタリオ州に向かった。そこで、グループ・オブ・セブンと出会い、特にローレン・ハリス (Lawren Harris) からの支持は彼女にとって計り知れないものだった。グループ・オブ・セブンは自らの作品展にエミリー・カーの作品を招待出品の形で展示するようになり、以降長い長い付き合いとなった。付き合いが5年くらい続いた頃に、彼らはエミリー・カーを「（カナダの）現代美術の母」と呼ぶようになった。
バンクーバー島西海岸に住むヌートカ族は、エミリー・カーを「クリー・ウィクKlee Wyck」「笑えるやつthe laughing one」と呼んでいた。彼女は先住民の芸術に向きあった経験を一冊の本にまとめ、その名前を転用し、1941年に『クリー・ウィク Klee Wyck』として出版した。この本は同年カナダ総督賞 (Governor General's Award) を受賞した。その後、続々と本を出版した。大半が自伝的な作品だったものの、半真実半フィクションと言った様相で、作家としても優れた才能を見せた。
ブリティッシュコロンビア州バンクーバーにあるエミリー・カー美術大学 (Emily Carr University of Art and Design) 、エミリー・カー・エレメンタリー・スクール (Emily Carr Elementary School) 、オンタリオ州オタワにある エミリー・カー・セカンダリー・スクール (Emily Carr Secondary School) 、オンタリオ州ロンドンにあるエミリー・カー・パブリック・スクールなどの教育施設は、彼女の名前にちなんで作られた。
エミリー・カーは死後ヴィクトリアのロス・ベイ・セメタリー (Ross Bay Cemetery) に埋葬された。彼女の墓碑には「芸術家、そして作家／自然を愛した人物 Artist and Author / Lover of Nature」と刻まれている。

## 著書
- 『クリー・ウィク Klee Wyck』（1941年）
- 『The Book of Small 』（1942年）
- 『The House of All Sorts』（1944年）
- 『Growing Pains 』（1946年）
- 『The Heart of a Peacock 』（1953年）
- 『Hundreds and Thousands』（1966年）

## エミリー・カーの絵画作品

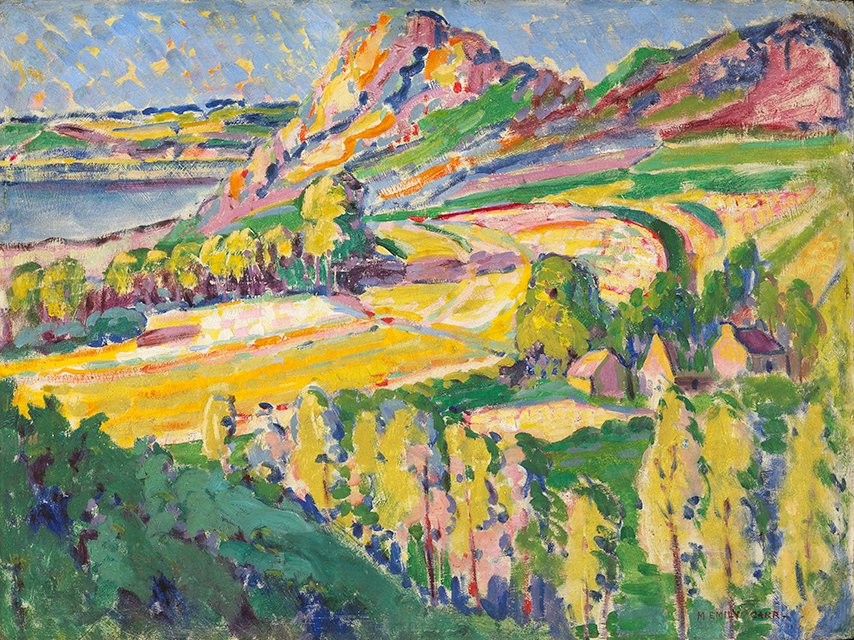
"Autumn in France"
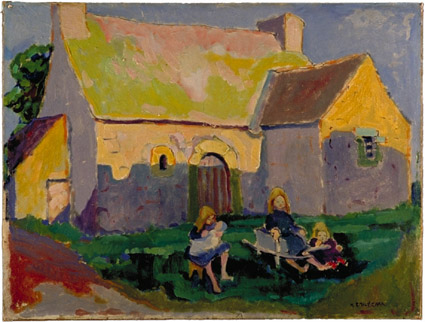
"Breton church"
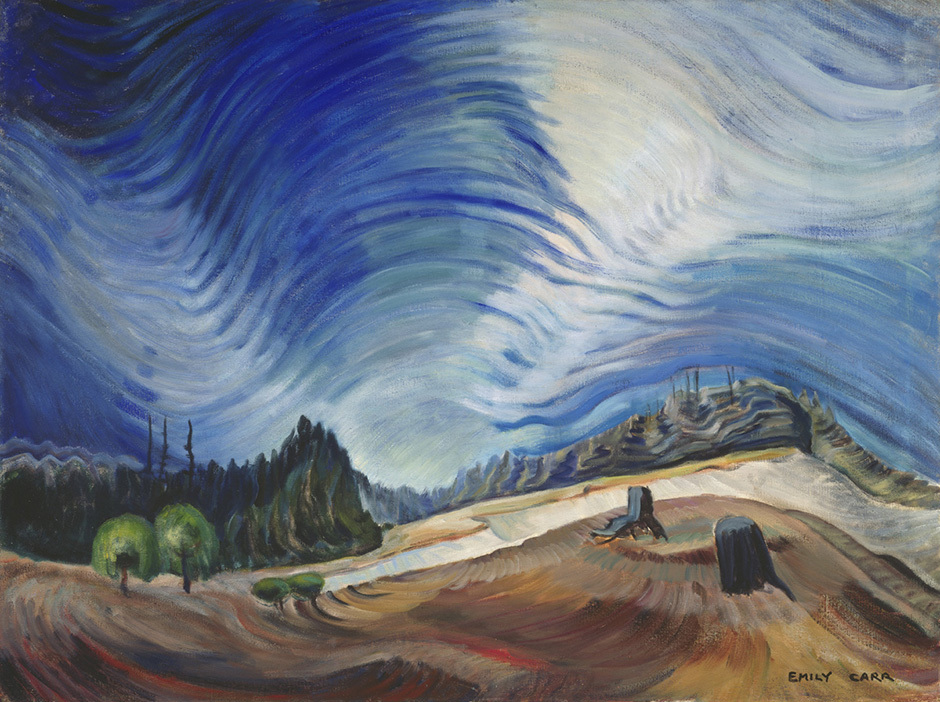
"Above the Gravel Pit"

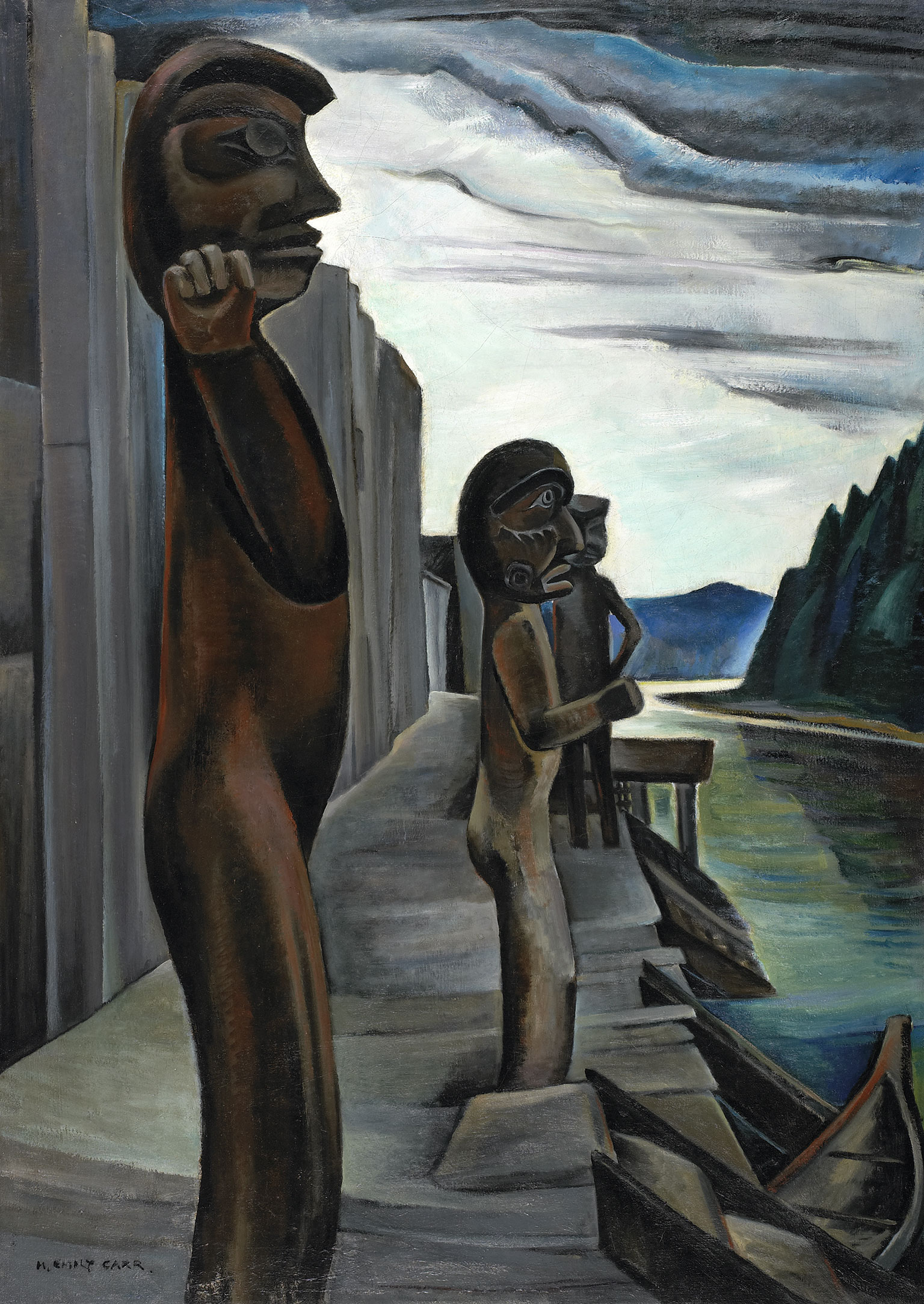
"Blunden harbour totems"
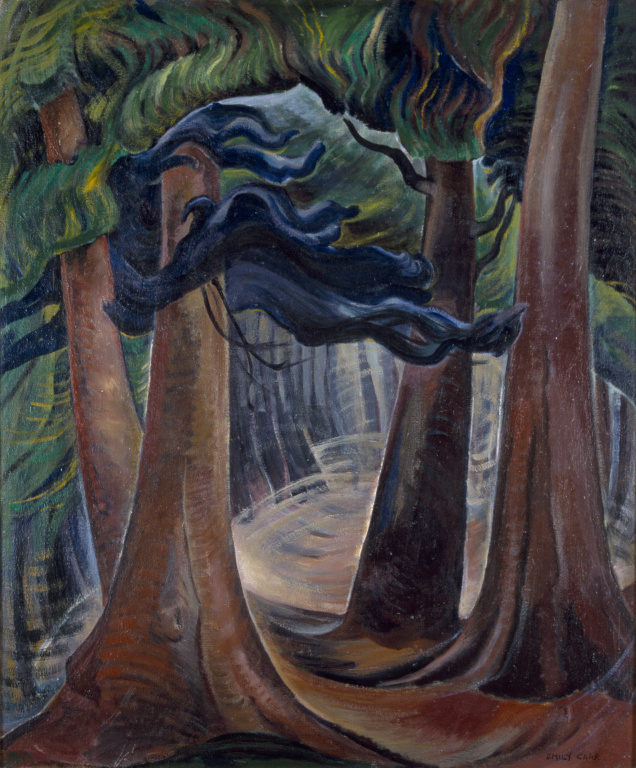
"Among the Firs"
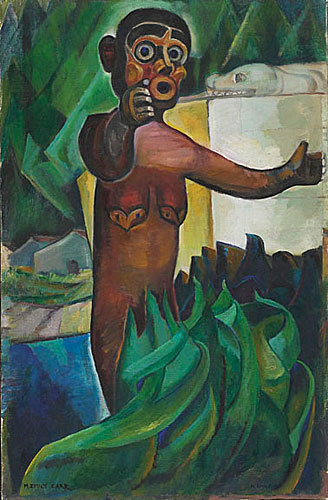
"Guyasdoms D'Sonoqua"
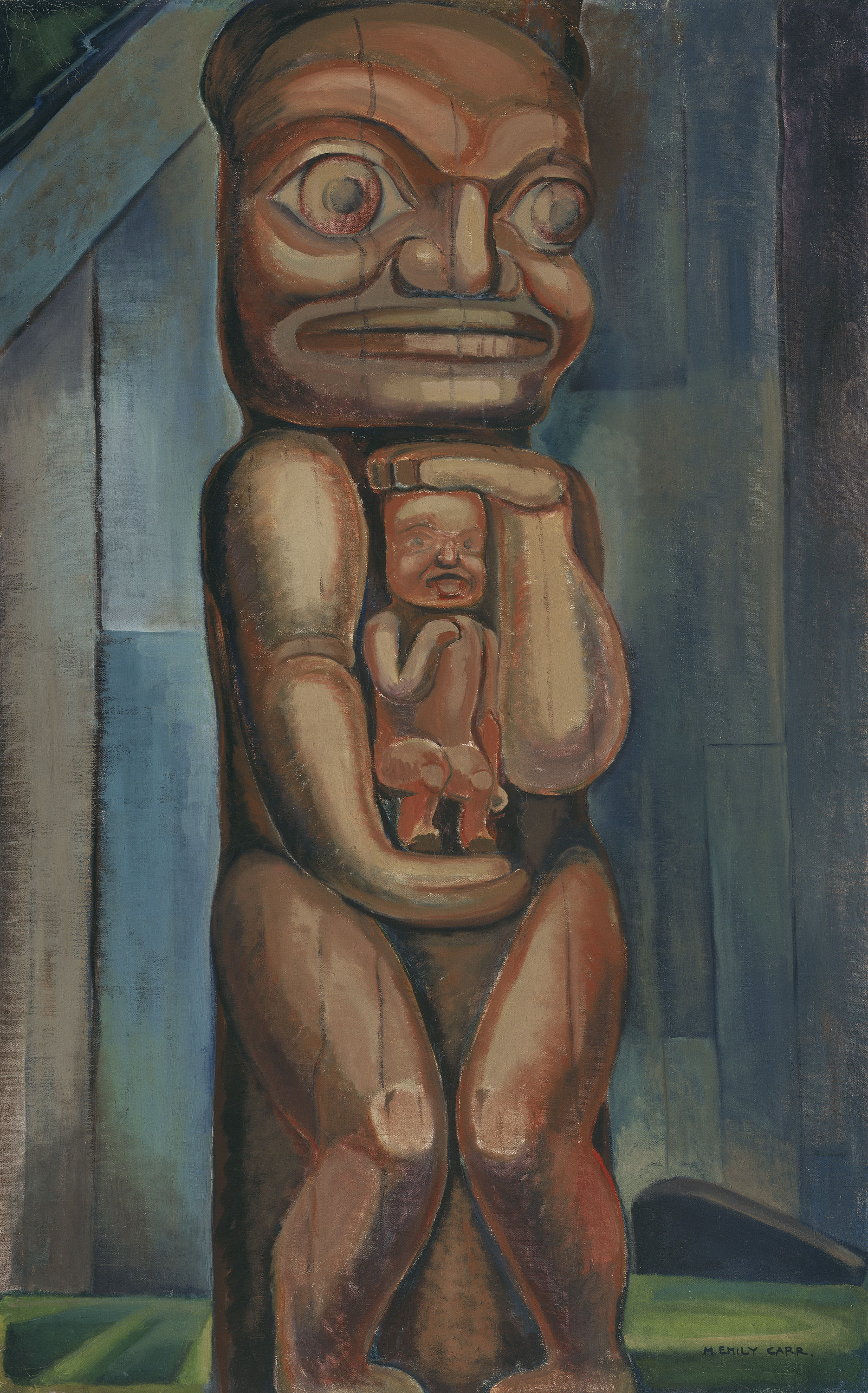
"Totem Mother"

## 関連文献
- アニー・ニューランズ (1996). Emily Carr: an Introduction to Her Life and Art. Ontario : Firefly Books/Bookmakers Press. ISBN 1552090450.
- ドリス・シャドボルト, Doris. (1990). Emily Carr. Vancouver: Douglas & McIntyre; Seattle: University of Washington Press. ISBN 0295970030.
- マリア・ティペット. (1979). Emily Carr: a Biography. Toronto: Oxford Univ. Press. ISBN 0195403142.